# Старая Станица (Красновское сельское поселение)
Старая Станица — хутор в Каменском районе Ростовской области.
Входит в состав Красновского сельского поселения. 

## География
Хутор располагается на приграничной зоне с Украиной, поэтому местным жителям регулярно приходится ловить оператора мобильной связи "Киев Стар", что приносит неудобства российским абонентам. На хуторе располагается озеро Большое, где местные жители ловят рыбу и активно используют водоем для жизнеобеспечения. 

### Улицы
- ул. Народная,
- ул. Станичная,
- ул. Цветочная.

## Население
| 2010 |
| ---- |
| 106  |

Согласно переписи населения 2017 года, общее число жителей составляет 86 человек. Из них 3 школьника, 3 студента, 17 женщин пенсионного возраста, 10 мужчин пенсионного возраста, 15 не работающих женщин, 11 не работающих мужчин.

## Инфраструктура
Местные жители работают в лесничестве (6 км от Старой Станицы до хутора Михайловка, где располагается лесничество), так же работают на гребном канале в самой Старой Станице. Большинство из них живут подсобных хозяйством, содержат скот.
В хуторе отсутствуют магазины, аптеки, пункты скорой помощи, почты и т.д. Поселок на привозном обеспечении, почтальон раз в неделю привозит почту, пенсию. Так же функционирует привозной магазин с минимальным набором продовольствия, школьный автобус до деревни Вишневецкая, где располагается школа. До Старой Станицы два раза в неделю ходит рейсовый автобус.
Поселок обслуживает станция скорой помощи, где всего два автомобиля на большое количество поселков разной удаленности друг от друга. Иногда от вызова до вызова машина скорой помощи может преодолевать более 30 км.